# الفتيات الصالحات (كاريكاتير)
الفتيات الصالحات هي سلسلة قصص مصوره من ستة اعداد صدرت في الفترة 1987–1991 . وتم انشاؤه بواسطة كارول لاي ونشرته Fantagraphics ثم Rip Off Press المسلسل هو محاكاه ساخره من القصص المصورة الرومانسية.

## تاريخ
بدأ الكتاب الهزلي بمشهد اخر "Ms Lonely hearts"، والذي اختفى تدريجيًا. وظهرت في الثانية إيرين فان دي كامب، وهي وريثة نشأت في قبيلة أفريقية تضع علامات في الوجه وقرط في شفتها السفلى. تلتقي بمجموعة متنوعة من الشخصيات الغريبة أثناء محاولتها العثور على الرومانسية وتجنب الأشخاص الذين يسعون وراء أموالها فقط. تقدم كارول لاي سردًا لكيفية بدء الشخصية في مقدمة المجموعة. انه مزيج من صوره لثلاثة نساء من Ubangi في مجله هاسلر والمجلة الرومانسية DC ، Heart Throbs وWestern Publishing Donald Duck التي دفعتها إلى إنشاء الشخصية. مماثله في Good Girls #1
ولكن في النهاية ايرين المسؤولية.تآثير طرزان واضح أيضا في اصل الشخصية
In Amazing Heroes #145 (July 15, 1988) قدم آلان مور قائمة من عشر توصياته للقصص المصورة الحالية وحول "Good Girls" قال:
"GOOD GIRLS" هو عمل سأتحقق منه بالتأكيد.لا اعرف لماذا لكن ارى ان أعمال Carol Lay رائعه وجميله للغاية هناك شيئا ما حولها يبهجني حقًا. قد تكون مجرد حساسيات غريبة للقصص، أو حقيقة ان اسلوبها يذكرنا بالقصص المصورة الرومانسية التقليدية في الأماكن التي تبدو غرابتها أكثر جاذبية في السياق. هناك شيئا ما اجده ساحرًا جدًا.